# Great Glen (Schotland)

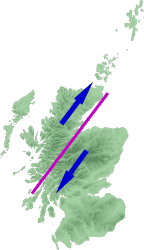
De Great Glen in Schotland

De Great Glen Way route (in rood)

De Great Glen is een lange en rechte glen in Schotland. De glen is ongeveer 100 kilometer lang op het land en loopt van Fort William aan de Schotse westkust naar Inverness in het oosten.
De Great Glen volgt een grote geologische breuk, bekend als de Great Glen Fault. Hier vindt een zijschuiving (Engels: strike-slip fault) plaats waarbij beide zijden horizontaal (lateraal) ten opzichte van elkaar bewegen. De Great Glen vormt hier een natuurlijke grens in de Schotse Hooglanden van de Grampian Mountains in het zuidoosten en de Northwest Highlands in het noordwesten.
In de glen liggen veel meren en rivieren. De waterscheiding ligt tussen Loch Oich en Loch Lochy. Het Caledonisch Kanaal maakt gebruik van de lochs als onderdeel van de route. De rivieren zijn niet geschikt voor schepen waardoor het graven van kanalen noodzakelijk was.
De glen is een natuurlijke reisroute in de Hooglanden van Schotland, die wordt gebruikt door zowel het Caledonisch Kanaal als de A82 hoofdweg. Beide verkeeraders liggen tussen Inverness en Fort William. De Invergarry and Fort Augustus Railway werd gebouwd in 1896 van het zuidelijke einde van de glen naar het zuidelijke einde van Loch Ness, maar het traject naar Inverness is nooit aangelegd. De spoorweg is gesloten in 1947.
Van noordoosten naar zuidwesten liggen de volgende rivieren en meren langs de Great Glen:
- Ness
- Loch Dochfour
- Loch Ness
- Oich
- Loch Oich
- Loch Lochy
- Lochy
- Loch Linnhe

## Great Glen Way
In 2002 werd een recreatief langeafstandswandelpad (Great Trail) langs de volledige lengte van de Great Glen geopend, de Great Glen Way. De route is geschikt voor wandelaars, fietsers of kan per boot worden afgelegd. Voor de wandelaars duurt de tocht tussen de vijf en zes dagen, en voor fietsers duurt het zo'n twee à drie dagen.